# Lokomotiva Tomáš: Všechny vláčky vpřed
Lokomotiva Tomáš: Všechny vláčky vpřed (v anglickém originále Thomas & Friends: All Engines Go!) je animovaný vzdělávací dětský televizní seriál vytvořený Britt Allcroftovou a vyvinutý Rickem Suvallem. Ve Spojených státech měl premiéru 13. září 2021 v bloku Cartoonito společnosti Cartoon Network a v Kanadě 18. září 2021 na Treehouse. Produkuje jej Mattel Television a animaci zajišťuje Nelvana.
Série je spin-offem původního seriálu Lokomotiva Tomáš, který byl vysílán od roku 1984 do roku 2021. Původně se mělo za to, že jde o pokračování seriálu (se dvěma sériemi označenými jako série 25 a 26), ale Mattel Television později potvrdil, že jde o samostatný seriál. Představuje „zcela nový přístup k obsahu Lokomotiva Tomáš“ s novým stylem animace a strukturou příběhu. Na rozdíl od většiny předchozích médií Lokomotiva Tomáš se Všechny vláčky vpřed! odehrávají spíše v Severní Americe než v Evropě.[zdroj?]
V říjnu 2022 byly oznámeny dvě série po 26 epizodách, které budou mít premiéru v roce 2023.

## Postavy

### Hlavní postavy
- Tomáš (v českém dabingu: Robin Pařík)
- Percy (v českém dabingu: Matěj Macháček)
- Kana (v českém dabingu: Karolína Křišťálová)
- Nia (v českém dabingu: Eliška Jirotková)
- Sandy (v českém dabingu: Mateo Klimek)
- Diesel (v českém dabingu: Hynek Hoppe)
- Carly (v českém dabingu: Linda Křišťálová)
- Bruno

### Vedlejší postavy
- Gordon (v českém dabingu: Tomáš Juřička)
- Tlustý přednosta (v českém dabingu: Milan Slepička)

## Vysílání
| Řada | Díly | Premiéra v USA | Premiéra v USA   | Premiéra v ČR   | Premiéra v ČR |
| Řada | Díly | První díl      | Poslední díl     | První díl       | Poslední díl  |
| ---- | ---- | -------------- | ---------------- | --------------- | ------------- |
| 1    | 52   | 13. září 2021  | 5. července 2022 | 30. května 2022 | 2022          |
| 2    | 52   | 12. září 2022  | bude oznámeno    | 2022            | bude oznámeno |

## Filmy
- Lokomotiva Tomáš: Závod o Sodorský Pohár (premiéra v České republice: 28. května 2022 na Boomerangu)
- Lokomotiva Tomáš: Záhada Vyhlídkové hory